# Hudobna mačeha in dobra pastorka
Hudobna mačeha in dobra pastorka je slovenska ljudska pripovedka. Prvič je izšla leta 1979 pri Založbi Mladinska knjiga, uredil jo je Niko Grafenauer, ilustrirala in opremila pa jo je Alenka Vogelnik.

## Povzetek vsebine
Marica dobi zlobno mačeho, ko se njen oče na novo poroči. Kmalu po poroki dobita še eno hčer, ki jo ima mačeha zelo rada, svoje dobre in lepe pastorke Marice pa ne mara. Čeprav ji želi le najslabše, Marica vseeno zraste v bolj potrpežljivo in bolj čedno dekle kot mačehina hči. Ker je mačeha nevoščljiva, hoče pastorko spoditi od hiše in ji daje nemogoče naloge, da bi imela razlog za Maričin odhod.
Nekega dne da mačeha hčerki belo, pastorki pa črno volno in ji zabiča naj ji prinese belo volno, drugače jo bo spodila od doma. Pastorka jo prosi naj ji prizanese, vendar mačeha je nepopustljiva. Ob vodi kjer pereta volno se pojavi belo, mlado dekle in ju vpraša, če potrebujeta pomoč. Mačehina hči ji posmehljivo odvrne, da ona že ne potrebuje pomoči, saj bo njena volna takoj bela. Nato dekle stopi k žalostni Marici in ji pomaga oprati volno, da je bela kot sneg, potem pa izgine. Ko se pastorka domov vrne z belo volno je mačeha začudena in jezna, saj ji nima kaj očitati.
Pozimi mačeha skuje nov načrt kako se bo znebila Marice. V mrazu in snegu jo pošlje v gore po zrele jagode. Marica jo zopet prosi naj ji prizanese, saj v snegu jagode ne rastejo, vendar mačeha je ne posluša. Na gori jo vso objokano pozdravi dvanajst junakov in ko jim marica razloži svojo zgodbo ji pomagajo, da pride do zrelih in rdečih jagod. Še prej jo vprašajo kateri mesec leta je najboljši in pastorka jim pove, da so vsi dobri, vendar marec je najbolši. Mačeha tudi tokrat pastorki ne more nič očitati.
Čez nekaj dni pošlje svojo hči po jagode in ona se nejevoljno odpravi na goro. Tudi ona sreča dvanajst junakov in jim zabiča naj ji pokažejo kje rastejo jagode kot so pastorki. Povedo ji, da ji bodo pomagali, če jim pove kateri mesec v letu je najboljši. Mačehina hči jim odvrne, da so vsi hudi, sušec pa je najhujši. Nato se prikaže huda nevihta in mačehini hčeri se komaj uspe rešiti z gore. Ti junaki so bili dvanajsteri meseci. 
Medtem za Marico izve mlad, pošten in bogat gospod in mačehi sporoči, da pride zaprosit pastorko za roko. Mačeha tega ne pove Marici, saj hoče, da se z njim poroči njena hči. Na dan, ko snubec pride, Marico skrije pred gospodom, svojo hči pa nastavi snubcu. Mačehin načrt se izjalovi, saj petelin izda kje je Marica in ko jo snubec zagleda se zaljubi vanjo. Mačeha in njena hči sta osramočeni, pastorka Marica pa se poroči z gospodom in živi srečno do smrti, saj je vila njena prijateljica in vsi meseci so ji prijatelji.

## Liki
Marica je glavna junakinja pripovedke Hudobna mačeha in dobra pastorka. Ko se njen oče na novo poroči dobi novo mačeho in polsestro. Obe jo prezirata, saj je lepša in bolj dobra od njiju. Mačeha hoče, da se odseli od doma, mačehina hči pa jo ponižuje. Na koncu Marica s pomočjo vile in dvanajsterih mesecev najde srečo.
Mačeha je glavni negativni lik v pripovedki. Zelo je nevoščljiva svoji pastorki in jo hoče na vsak način uničiti.
Mačehina hči ne mara Marice in sodeluje v materinih spletkah proti njej.
Vila pomaga Marici oprati črno volno v belo in jo s tem reši pred mačeho.
Dvanajsteri meseci pozimi pomagajo Marici najti jagode, z gore pa preženejo mačehino hči.
Gospod se zaljubi v Marico in jo zaprosi za roko. Z njim Marica živi srečno do konca svojih dni.
Snubači so spremljevalci gospoda.

## Analiza obravnavane pripovedke po Brunu Bettelheimu
Tekmovalnost med brati in sestrami
Razvije se med otroki istega spola - med pastorko Marico in mačehino hči.
Družinska romanca in fantazija o hudobni mačehi
Otrok s takimi fantazijami se deloma zaveda, da so to fantazije, deloma pa vanje verjame. Fantazije se vrtijo okrog misli, da njegovi starši v resnici to sploh niso, pač pa je otrok kakšne pomembne osebnosti. Ta dnevna sanjarjenja imajo lahko različno obliko: pogosto naj bi bil lažen samo eden od staršev, kar je primerljivo s pogosto situacijo v pravljicah, v katerih je eden od staršev pravi, drugi pa očim ali mačeha - Marica ima pravega očeta in mačeho. Za otroka je lahko koristna tipična pravljična razcepitev na dobro (po navadi mrtvo) mater in zlobno mačeho - Maričina mačeha je hudobna. S tem otrok ohranja nedotaknjeno dobro mater in se lahko jezi na slabo mačeho, ne da bi tvegal zamero prave matere.
Kaznovanje zla
Za pravljice je značilno, da neki eksistecialni problem prikažejo zgoščeno in jasno. Otrok se lahko spopade s samim bistvom problema, ki bi mu ga bolj zapletena zgodba zameglila. Pravljica vse situacije poenostavi. Njeni liki so jasno izrisani, podobnosti pa so, če niso zares pomembne, izpuščene. Za razliko od mnogih sodobnih zgodb za otroke je v pravljicah zlo prav tako vedno prisotno kot dobro. Ta dvojnost ustvarja moralni problem, za njegovo razrešitev pa se je treba boriti. Zlo ni povsem brez privlačnosti in pogosto začasno prevlada. Učinkovito je spoznanje, da se zločin ne splača in ravno zato v pravljicah hudobnež vedno potegne kratko. Ko se otrok identificira z junakom, z njegovimi notranjimi in zunanjimi boji se mu razvije občutek za moralo. Pravljični liki niso ambivalentni-niso dobri in hudobni hkrati. Oseba je bodisi dobra ali hudobna - Marica, vila in meseci so dobri, mačeha in njena hči sta hudobni. Prikazovanje obeh značajskih skrajnosti otroku omogoča, da zlahka dojame razliko med njima.
Ljubezen in boj za zrelost 
Moški, rešitelj na neki način izkaže svojo ljubezen do bodoče neveste - gospod odpelje Marico od mačehe, jo reši pred njo. Nič pa ne izvemo o čustvih junakinje. Rešitelj se v junakinjo zaljubi zaradi njene lepote, ki simbolizira popolnost. Ker je rešitelj zaljubljen, mora postati aktiven in dokazati, da je vreden ženske, ki jo ima rad-kar je nekaj povsem drugega od junakinjega pasivnega sprejemanja tega, da je ljubljena. Pravljice nam pripovedujejo, da moramo, če želimo pridobiti samostojnost, doseči integriteto in zavarovati svojo identiteto, prestati različne razvojne težave: pretrpeti stiske, prebresti nevarnosti, izbojevati zmage - Marica mora spati v koritu, njena hrana so ostanki, črno volno mora oprati v belo, pozimi mora nabrati jagode. Ne naučijo nas kaj mora človek storiti, da bi presegel svojo osamljenost, potem ko je dosegel samostojnost.
Ljubosumnost 
Mačeha in njena hči sta ljubosumni na pastorko Marico, ki je lepša in bolj dobra kot onidve. Hočeta uničiti Marico, ki pa na koncu vendarle slavi, toda šele potem, ko je prestala hude stiske.
Zapuščeni in odklanjani otroci 
Na začetku pravljice je Marica na milost in nemilost izročena mačehi, ki podcenjuje njo in njene sposobnosti, z njo slabo ravna. Ko se zgodba razpleta, je Marica pogosto odvisna od naklonjenih pomočnikov (vila, dvanajsteri meseci). Pred koncem zgodbe marica premaga vse preizkušnje in njim navkljub ostane zvesta sama sebi ali pa je ko jih je srečno prebrodila, dosegla svoj pravi jaz.
Polsestri
Pravljica odnose med brati in sestrami nadomešča z odnosi med polbrati in polsestrami-to je sredstvo, s katerim želi pojasniti in opravičiti sovražnost, za katero bi si želeli, da je pravi bratje in sestre ne bi poznali.
Srečni konec
Pravljica ničesar ne terja, ampak opogumlja, budi upanje v prihodnost in obljublja srečen konec. Marica se poroči z gospodom in živi srečno do konca svojih dni.
Vile
V pripovedki nastopa dobra vila, ki se pojavi na vsem lepem in Marici pomaga najti srečo mačehi navkljub. Otroku pomaga, da ga mačeha ne uniči, ko ji črno volno pomaga oprati v belo. Pravljice pripovedujejo, da se nekje skriva dobra vila, ki bedi nad otrokovo usodo in je pripravljena uporabiti svojo moč, ko bo to zares potrebno. Pravljica otroku pove, da čeprav živijo čarovnice, ne smemo pozabiti, da so na svetu tudi dobre vile, ki so veliko mogočnejše.
Junaki nimajo imen
O junakih pripovedke se govori kot o pastorki, mačehi, mačehini hčeri, vili. Če se vseeno pojavljajo imena je dokaj jasno, da ne gre za lastna imena, ampak za obča ali opisna imena (Pepelka). Celo, če junak dobi ime, kot v pravljici Janko in Metka, so ta imena tako svakdanja, da prehajajo v splošne pojme, ki pomenijo katerega koli dečka ali deklico. To še poudarja dejstvo, da v pravljicah nima imena nihče drug; starši glavnih junakov ostajajo v pravljicah brezimeni. O njih se govori kot o očetu, materi, mačehi. Vile, čarovnice, velikani in botre so ravo tako brez imen, kar olajšuje projekcijo in identifikacijo.

## Značilnosti ljudskega slovstva v povezavi z obravnavano pripovedko
- anonimnost - avtor je neznan
- ustno izročilo - besedilo se je s pripovedovanjem prenašalo od ust do ust
- pomanjševalnice - sirotica, košek, dolinica, besedica
- okrasni pridevki - hudobna mačeha, dobra pastorka, revnim možem, majhno deklico, prelepo dekle, staro korito, huda zima
- pravljična bitja - vila
- narava je vsemogočna - nebo naenkrat postane temno in nastane huda nevihta
- ljudska števila - dvanajst junakov
- čudežna dejanja - črna volna postane s pranjem bela
- nastopajoči nimajo imen - mačeha, pastorka, mačehina hči, snubači, mož, junaki, dekle

## Motivno-tematske povezave
- Motiv dobrega in zla - Sneguljčica, Pepelka, Rdeča kapica
- motiv kaznovanja zla - Volk in sedem kozličkov, Sneguljčica, Pepelka, O dveh bratih in velikanih
- Motiv ljubezni - Trnuljčica, Robin Hood, Skokica in žabon Smolon
- Motiv ljubosumnosti - Pepelka
- Motiv slabega ravnanja z otroki - Janko in Metka, Grdi raček, Deklica z vžigalicami
- Motiv tekmovalnosti med polsestrami - Pepelka
- Motiv vil - Trnuljčica, Pepelka, Lepotica in zver

## Izdaje pravljice
-Hudobna mačeha in dobra pastorka, Ljubljana: Mladinska knjiga, 1979
Pripoved je bila izdana tudi skupaj z ostalimi slovenskimi ljudskimi pravljicami:
- -Slovenske narodne pravljice, Ljubljana: Mladinska knjiga, 1989
- - Slovenske pravljice, Ljubljana: Nova revija, 2002